# مقبرة سليبي هالو
مقبرة سليبي هولو (بالإنجليزية: Sleepy Hollow Cemetery)‏ هي مقبرة تقع في مدينة سليبي هالو بولاية نيويورك الأمريكية. دُفن فيها العديد من المشاهير، من بينهم الكاتب واشنطن إيرفنغ، الذي ألّف قصة عنوانها «أسطورة سليبي هالو»، اتخذ من المقبرة الهولندية القديمة المجاورة مسرحًا لأحداثها.
سُميت المقبرة عند تأسيسها سنة 1849 «مقبرة تاريتاون» (بالإنجليزية: Tarrytown Cemetery)‏، ثم تغير اسمها عقب وفاة إيرفنغ ـ ونزولًا على رغبته ـ إلى «مقبرة سليبي هالو» وقد أُدرجت المقبرة في السجل الوطني للأماكن التاريخية سنة 2009.

## مشاهير دُفنوا بالمقبرة

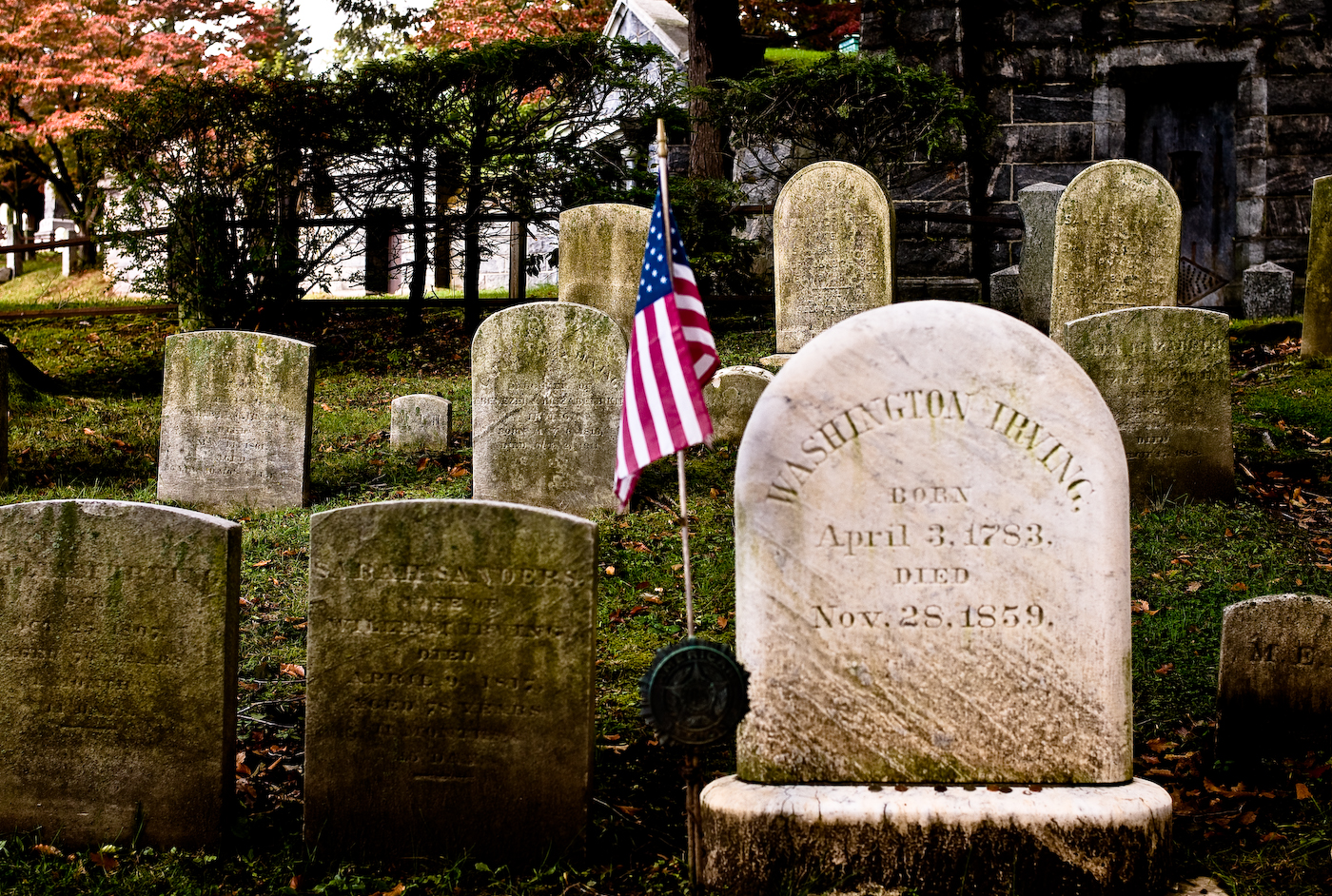
شاهد قبر واشنطن إيرفنغ

- ألبرت لاسكر (1880 ـ 1952): رجل أعمال أمريكي، من رواد صناعة الدعاية والإعلان.
- أندرو كارنيغي (1835 ـ 1919): رجل أعمال ومحسن.
- بول واربورغ (1868 ـ 1932): مصرفي ألماني-أمريكي، من أوائل من نادوا بإنشاء نظام الاحتياطي الفيدرالي الأمريكي.
- توماس جون واتسون، الأب (1874 ـ 1956)
- ريمون هود (1881 ـ 1934): معماري.
- كارل شورتز (1820 ـ 1906)
- ليو بيكلاند (1863 ـ 1944): رائد صناعة البلاستيك. سمي الباكيليت نسبة إليه.
- واشنطن إيرفنغ (1783 ـ 1859): كاتب أمريكي، من مؤلفاته قصتا «أسطورة سليبي هالو» و«ريب فان وينكل».
- والتر كرايسلر (1875 ـ 1940): رجل أعمال، أسس شركة كرايسلر.
- ووستر ريد وارنر (1846 ـ 1929): مهندس ميكانيكي وصانع تسلكوبات.

## أعلام
- نيلسون روكفلر
- أندرو كارنيغي
- ليو بيكلاند
- أليس برادي
- واشنطن إيرفينج

## وصلات خارجية
- الموقع الرسمي